# Villamiel de Toledo
Villamiel de Toledo es un municipio y localidad española de la provincia de Toledo, en la comunidad autónoma de Castilla-La Mancha. El término municipal tiene una población de 1069 habitantes (INE 2024).

## Toponimia
A lo largo de la historia se ha denominado "Villamellis", "Bilamil", "Bilamiel", "Vyllamiel" y "Viyamiel". Hacia el 1674 se llamó Villamiel de Fuente Hermosa, por pertenecer en aquella época al marqués de Fuente Hermosa.

## Geografía
El municipio linda con los de Fuensalida, Camarenilla, Bargas, Rielves y Huecas, todos de la provincia de Toledo. Hay un colegio público, un centro de salud, un centro cultural, una farmacia, una gasolinera, una piscina municipal, una biblioteca y varios tipos de comercios, entre ellos, bares, peluquerías, quioscos, tiendas de alimentación y un supermercado.  Normalmente tiene más población en verano, ya que la gente va a pasar las vacaciones a sus segundas residencias.  
El municipio está dividido en tres partes:  
- El casco antiguo. Es el pueblo, allí se encuentran el ayuntamiento, la iglesia, el centro de salud, la biblioteca, la farmacia, la biblioteca, los bares y los comercios . Y es donde vive la mayoría de sus habitantes. Por eso es el principal centro urbano y de vida. Se celebran las fiestas y los principales acontecimientos.
- La zona nueva. Son los chalets, allí se encuentran los chalets, donde la mayoría de sus propietarios van allí por vacaciones, la gasolinera, una pista de fútbol y de baloncesto.
- La zona intermedia. Esta es la parte que separa el pueblo de los chalets. Hay una carretera, un paseo con bancos y árboles, un descampado y el colegio, aunque está más cerca de la zona nueva.

## Historia
Existen datos de su existencia desde mediados del siglo XII como un caserío que probablemente debió pertenecer a Toledo. En 1228 pasa a depender de la encomienda de El Viso y de la bailía de Olmos. En 1674, perteneciendo la población al marqués de Fuente Hermosa, se proclama villa. Años más tarde, en 1704 se vendería a Pedro Robles Corvalán.
Hacia mediados del siglo XIX la villa tenía contabilizada una población de 620 habitantes. Aparece descrita en el decimosexto volumen del Diccionario geográfico-estadístico-histórico de España y sus posesiones de Ultramar de Pascual Madoz de la siguiente manera:

VILLAMIEL: v. con ayunt. en la prov. y dióc. de Toledo (3 leg.), part. jud. de Torrijos (2), aud. terr. de Madrid (10), c. g. de Castilla la Nueva: sit. en un plano inclinado al S. junto al arroyo de Renales, es de clima frio, reinan los vientos N. y E. y se padecen intermitentes: tiene 140 casas, la mayor parte pequeñas y de tierra; la de ayunt., cárcel; escuela dotada con 1,000 rs. de los fondos públicos á la que asisten 42 niños; otra de niñas sostenida por retribucion en la que se educan 12; igl. parr. (Sta. Maria de la Redonda) con curato de entrada, de patronato del comendador de la orden de San Juan, á la que es aneja la ermita de Nuestra Sra. de la Luz y Cristo de la Cruz en la c. de Toledo; una ermita Ntra. Sra. de las Angustias, y en los afueras la de San Sebastian, que sirve de cementerio. Se surte de aguas potables y malas en un pozo que era un arca de la ant. cañeria. Confina el térm. por N. con el de Arcicollar; E. Camarenilla; S. Bargas; O. Rielves, estendiéndose de 1/4 á 1/2 leg. y comprende 2,000 fan. de tierra labrantia, y los cas. de Argance, Cabanillas, Albaralejo, y Loranquillo, sin montes ni plantios. Le baña el r. Guadarrama que forma su límite S., en el que hay un puente, y el arroyo referido. El terreno es de mediana calidad: los caminos vecinales y de rueda: el correo se recibe de Toledo por balijero 3 veces á la semana. prod.: trigo, cebada, avena, garbanzos y otras legumbres; se mantiene algun ganado lanar, las yuntas de mulas y bueyes de labor, y se cria raza menuda. pobl.: 142 vec., 620 almas. cap. prod.: 3.319,403 rs. imp.: 114,485. contr.: 29,040. presupuesto municipal 8,446, del que se pagan 2,200 al secretario, y se cubre con los ingresos de propios.
(Madoz, 1850, p. 189)

Hasta la reforma de la nomenclatura municipal de 1916 el municipio se llamaba simplemente Villamiel. En dicha fecha su nombre fue modificado por el de Villamiel de Toledo.
El ayuntamiento se construyó en el siglo XX.  En 2018 se instaló una bandera de España en la plaza de la iglesia.

## Demografía
Cuenta con una población de 1069 habitantes (INE 2024).
| Gráfica de evolución demográfica de Villamiel de Toledo entre 1842 y 2021 |
| |
| Población de derecho según los censos de población del INE Población de hecho según los censos de población del INEEn estos censos se denominaba Villamiel: 1842, 1857, 1860, 1877, 1887, 1897, 1900 y 1910 |

| 441                       | 466 | 470 | 477 | 472 | 475 | 513 | 626 | 704 | 753 |
| (Fuente: INE [Consultar]) |     |     |     |     |     |     |     |     |     |

Desde el año 2001 no ha parado de aumentar la población del municipio, esto se debe a que se trasladan a vivir aquí gente que trabaja en Toledo y que prefiere vivir fuera de la ciudad.

## Administración
| Periodo   | Nombre                            | Partido   |
| --------- | --------------------------------- | --------- |
| 1979-1983 | Mariano Alonso Tirado             | UCD       |
| 1983-1987 | Feliciano Pantoja González        | AP/PDP/UL |
| 1987-1991 | Feliciano Pantoja González        | PP        |
| 1991-1995 | Feliciano Pantoja González        | PP        |
| 1995-1999 | Carlos García Martín              | PSOE      |
| 1999-2003 | Carlos García Martín              | PSOE      |
| 2003-2007 | Carlos García Martín              | PSOE      |
| 2007-2011 | Pedro Feliciano Pantoja Hernández | PP        |
| 2011-2015 | Fernando Jiménez Ortega           | PP        |
| 2015-2019 | Fernando Jiménez Ortega           | PP        |
| 2019-2023 | Cristina del Álamo                | PSOE      |

Tras las elecciones municipales de España de 2019, se puso fin a doce años seguidos de gobierno del Partido Popular de Castilla - La Mancha, el PP obtuvo 3 escaños y el 45,76 % de los votos. Ya que el Partido Socialista de Castilla - La Mancha obtuvo mayoría absoluta con 4 escaños y el 49,31 %de los votos. También se presentó Vox, pero solo obtuvo el 4,34 %. 

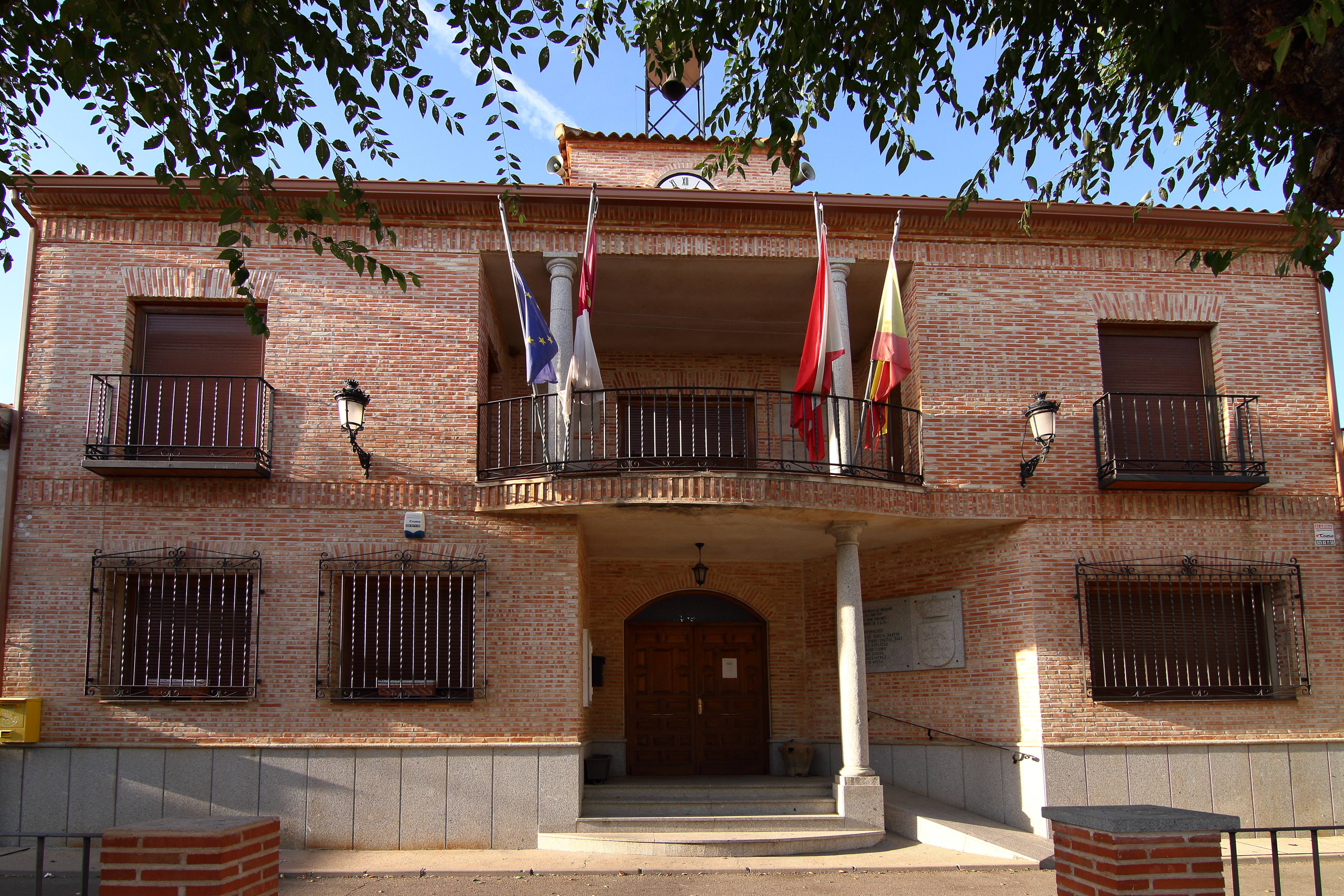
Casa consistorial

Es un municipio tradicionalmente conservador y los partidos de derechas llevan ganando en votos desde el año 2007. En las elecciones municipales de 2019 el PP y Vox obtuvieron el 50,10 % de los votos, pero debido a que Vox no obtuvo representación el PSOE obtuvo mayoría absoluta. Como en otros muchos municipios de España, la división del centroderecha les pudo penalizar. 
Los principales partidos son el PP y el PSOE. El PP es el principal partido de la derecha desde 1983, además es el partido que más tiempo ha gobernado, gobernó desde 1983 hasta 1995 y de 2007 hasta 2019. UCD estuvo brevemente al frente del consistorio, durante 1979 hasta 1983. Vox se presentó a las elecciones municipales de 2019, pero no logró representación ya que obtuvo poco más del 4% de los votos. Eso sí, en las elecciones generales de España de noviembre de 2019 empató en votos con el PSOE, ambos consiguieron 134 votos, el 29,19% de los votos . El PSOE es el principal y único partido de la izquierda, lleva presentándose y con representación desde 1979, es el segundo partido que más tiempo ha gobernado, gobernó desde 1995 hasta 2007 y desde 2019 gobierna con mayoría absoluta.  
La actual alcaldesa, Cristina del Álamo, del PSOE, es la primera mujer que gobierna Villamiel de Toledo.

## Patrimonio
En la localidad se encuentra la iglesia parroquial de Nuestra Señora de la Redonda. El ayuntamiento, que comparte edificio con la biblioteca municipal, fue construido a principios del siglo XX.